# 殷夫

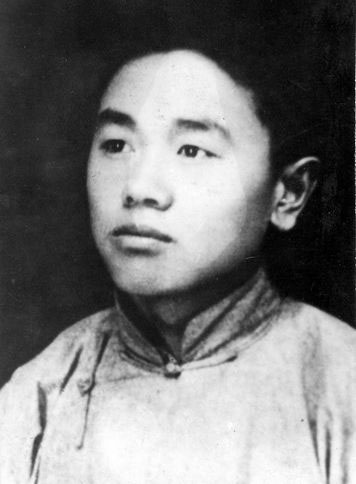
殷夫近照

殷夫（1909年6月11日—1931年2月7日），本名徐孝杰，字柏庭，又笔名白莽。浙江省象山县怀珠乡大徐村人。中國作家、诗人，“左联五烈士”之一，也是龙华二十四烈士之一，被处决时化名徐英。有一说法殷夫生于1910年。

## 生平
其父徐孔甫早亡，十岁进入浙江省象山县立高小读书。1923年秋天，由大哥徐培根接去上海，考入上海民立中学。1924年，开始创作诗歌。1925年5月，爆发五卅惨案，随民立中学师生参加罢课等活动。1926年7月，跳级插班考入上海市浦东中学高中二年级，在学校加入青年团。1927年4月因为一个国民党员告密，入狱三个月，后来经大哥徐培根营救出狱。
1927年9月考入同济大学预科学习德文，与王顺芳、陈元达为同学。1928年初加入文学团体太阳社，与阿英、蒋光慈结伴。4月加入中国共产党，在上海市闸北区第三街道支部，书记是潘汉年，支部委员是阳翰笙。
1928年夏天，被捕离校，与王顺芳、陈元达结伴回象山老家避难，在殷夫二姐徐素云任校长的县立女子小学任代课教师。1929年3月与家庭断绝经济关系离开象山，返回上海，一度流浪。6月因为投稿而认识鲁迅。夏秋之间，组织丝厂罢工，第三次被捕，很快出狱。1929年冬天到1930年，参加编辑共青团中央机关刊物《列宁青年》，参加编辑青年反帝大同盟刊物《摩登青年》。1930年3月中国左翼作家联盟成立，殷夫即加入为盟员。同年5月，与胡也频、柔石、冯铿等人作为左联代表，参加在上海秘密召开的全国苏维埃区域代表大会。
1931年1月17日在上海被捕，这是殷夫第四次被捕，2月7日深夜在上海龙华刑场被处决，年仅22岁。留有遗著《殷夫诗文集》。

## 作品
- 《死神未到之前》长诗，写于1927年5月第一次被捕狱中。
- 《呵，我爱的……》、《五一歌》、《一九二九的五月一日》、《宣词》、《血字》、《孩儿塔》、《梅儿的母亲》、《我们是青年的布尔什维克》、《前进吧，中国》。
- 《归来》，写于1928年底回上海之前。
- 《别的晚上》，1928年底，回上海之前。此时盛孰真离开象山返杭州。
- 《别了，哥哥》，写于1929年4月12日，从象山返回上海，遇到大哥德国来信劝其回头之后。
- 《自由》译作，匈牙利诗人裴多菲的名言： “生命诚可贵，爱情价更高。若为自由故，两者皆可抛。”译于1929年初，是从德文转译。德文《裴多菲诗选》是大哥徐培根从德国寄给他的德文学习资料。

## 家庭
殷夫被处决时未婚，有一个女友名盛孰真（1910-2005），即殷夫诗作中提到的F姑娘，也有说法殷夫诗中的“真姑娘”是盛淑贞，“F姑娘”是殷夫同济同学王顺芳。
大姐徐祝三。因她之前还有两个女孩夭折，故她出生时起名祝三。大姐夫蒋殿英。住象山县丹城镇。殷夫读小学时食宿姐夫家。
大哥徐培根（徐孝瑞），殷夫被处决时在德国留学军事，1931年末回国，后为国民党高级将领。
二哥徐兰庭（徐孝祥）。
三哥徐文达（徐孝邦）。
二姐徐素云。